# Daniel Zschätzsch
Daniel Zschätzsch (* 8. Oktober 1982 in Groß-Gerau) ist ein ehemaliger deutscher Inline-Speedskater und Eisschnellläufer.

## Leben
Daniel Zschätzsch begann 1986, im Alter von drei Jahren, mit dem Speedskating. Seine Stärken lagen insbesondere in den Sprint-Distanzen und mittleren Distanzen.
Bereits 1995 wurde er in die Junioren-Nationalmannschaft berufen und startete bei der Junioren-EM als jüngster Läufer gegen Sportler, die in der Regel zwei Jahre älter waren. Er wurde dort auf Anhieb mit der Herren-Dreierstaffel Zweiter. Er war in seiner Junioren-Zeit von 1996 bis 1999 der beste deutsche Junioren-Läufer mit 13 deutschen Junioren-Titeln und neun Junioren-EM-Medaillen.
Auf Grund seiner Leistungen nahm Daniel Zschätzsch an den Junioren-Weltmeisterschaften 1997 bis 1999 teil. 1998 gewann er als Schlussläufer mit der deutschen Staffel die Junioren-WM-Bronze. 1999 startete er sogar bereits bei den Europameisterschaften, obwohl er altersmäßig noch Junior war, und gab dort mit 8. und 9. Plätzen seinen Einstand. Mit seinen Staffel-Medaillen bei Europameisterschaften und seinen Bronze-Einzel-Medaillen bei den Europameisterschaften 2003 über 1000 m und 2005 über 500 m hat er sich endgültig in der internationalen Speedskatingspitze etabliert.
Daniel war seit 1996 Mitglied des Junioren-Top-Kaders C des Deutschen Rollsport- und Inline-Verbandes, ab 2001 ist er Mitglied des A-Kaders, des Spitzenkaders der Aktiven.
Nach seinem Abitur im Jahre 2001 hat er ab Oktober 2001 das Studium des Lehramts mit den Fächern Französisch und Sport an der Universität Frankfurt aufgenommen.
Daniel Zschätzsch dominierte bis 2005 zusammen mit seinem Bruder Benjamin das deutsche Speedskating seit dem Jahr 2000 (bis 2003 sogar zu dritt mit ihrem Bruder Christoph); so holten Daniel und Benjamin Zschätzsch zum Beispiel 2005 zusammen 12 von 15 möglichen DM-Medaillen, 2004 zusammen 14 (von 17 möglichen) DM-Medaillen, 2003 zu dritt zusammen 19 und 2002 zusammen 20 (von jeweils 26 möglichen) DM-Medaillen.
Daniel Zschätzsch war ein exzellenter Sprinter, aber auch Allrounder mit Spitzenleistungen auch auf mittleren und langen Distanzen und stand von August 2005 bis Juni 2007 an der Spitze der Deutschen Speedskating-Rangliste.
Als Eisschnellläufer konnte er sich für die Winter-Universiade 2007 in Turin qualifizieren.
2009 hat er seine aktive Laufbahn beendet.
Als Sport- und Französischlehrer war er von 2014 bis 2016 auf der Schulfarm Insel Scharfenberg tätig, von 2016 bis 2019 im Gabriele-von-Bülow-Gymnasium, 2019 wurde er Oberstufenkoordinator im Runge-Gymnasium Oranienburg.

## Palmarès
- 9. bei WM 2004 über 1000 m (Piste), 10. bei WM 2002 über 1000 m (Piste)
- Junioren-WM 1998: Staffel-Bronze
- Dreimal Vize-Staffel-Europameister (Piste) 2006, 2001 und 2000, EM-Staffel-Bronze (Straße) 2002; EM-Bronze Einzel 1000 m Piste 2003 und EM-Bronze 500 m Piste 2005 (fünf EM-Medaillen 2000–2005)
- Fünffacher Vize-Junioren-Europameister 1995, 1997, 1998 und 1999, viermal Junioren-EM-Bronze 1997, 1998 und 1999 (Neun Junioren-EM-Medaillen)
- 2000–2004 jährl. WM-Teiln., 1997, 1998 und 1999 Junioren-WM-Teiln., 1999–2005 jährl. EM-Teilnahme, 1995–1999 jährliche Junioren-EM-Teiln.
- 21-facher Deutscher Meister 2000–2006
- Zweiter German Blade Challenge (höchste Deutsche Marathonserie) 2005 und 2006
- Dritter in German Inline Speed Cup Gesamtwertung 1998
- 1996–2000 Mitglied des deutschen Speedskating-C-Kaders, seit 2001 Mitglied des A-Kaders
- Seit 1999 (damals hochgestartet in Aktivenklasse) EM-Teiln., seit 2000 WM-Teiln. (Ausnahme: 2005, 2006)
- 25 deutsche Schüler-, Jugend- und Junioren-Meistertitel 1990–1999 (von 40 vergebenen), davon 13 Deutsche Junioren-Meistertitel 1996–1999 (von 20 vergebenen)
- 3. Platz bei Leserwahl (Zeitschrift skate-IN) zum Skater des Jahres 2004
- Deutscher Hochschulmeister (Marathon) 2004
- Teilnahme Winter-Universiade in Turin 2007 (Eisschnelllauf)

## Auszeichnungen
- 2006: Sportplakette des Landes Hessen[4]